# Einar Bratt
Einar Olof Bratt, född 9 september 1886 i Växjö landsförsamling, Kronobergs län, död 15 december 1975 i Stockholm, var en svensk militär.
Bratt, som var son till överstelöjtnant Olof Bratt och Magda Nordlund, blev efter officersexamen 1906 underlöjtnant vid Kronobergs regemente samma år och löjtnant där 1911. Han genomgick Krigshögskolan 1911–1913, blev kapten vid Generalstaben 1918, vid Värmlands regemente 1924, major vid Generalstaben 1928, överstelöjtnant där 1933, vid Livregementets grenadjärer 1935, överste 1937 samt var lärare vid Krigshögskolan 1920–1924 och vid Sjökrigshögskolan 1929–1937. Bratt var Militärlitteraturföreningens kassaförvaltare 1919–1937, protokollförare i kartverkskommissionen 1928–1937, avdelningschef vid Generalstabens topografiska avdelning 1937 och byråchef i Rikets allmänna kartverk från 1937. Han utgav skrifter i kartografiska ämnen. Bratt invaldes som ledamot av Krigsvetenskapsakademien 1932. Han blev riddare av Svärdsorden 1927 och av Nordstjärneorden 1940 samt kommendör av andra klassen av sistnämnda orden 1945. Bratt är begravd på Norra begravningsplatsen utanför Stockholm.